# Phố Bắc
Phố Bắc (chữ Hán giản thể: 浦北县, bính âm: Língshān Xiàn, âm Hán Việt: Phố Bắc huyện) là một huyện thuộc địa cấp thị Khâm Châu, khu tự trị dân tộc Choang Quảng Tây, Cộng hòa Nhân dân Trung Hoa. Huyện Phố Bắc có diện tích 2.551 km², dân số năm 2002 là 780.000 gười. Về mặt hành chính, huyện Phố Bắc được chia thành 17 trấn và 1 hương.
- Trấn: Tiểu Giang, Trương Hoàng, Trại Vu, Tuyền Thủy, Thạch Dũng, An Thạch, Đại Thành, Bạch Thạch Thủy, Bắc Thông, Tam Hợp, Long Môn, Giang Thành, Phúc Vượng, Lạc Dân, Lục Ngân, Bình Mục, Quan Đồng.
- Hương: Chương Gia.